# Miklós Ybl

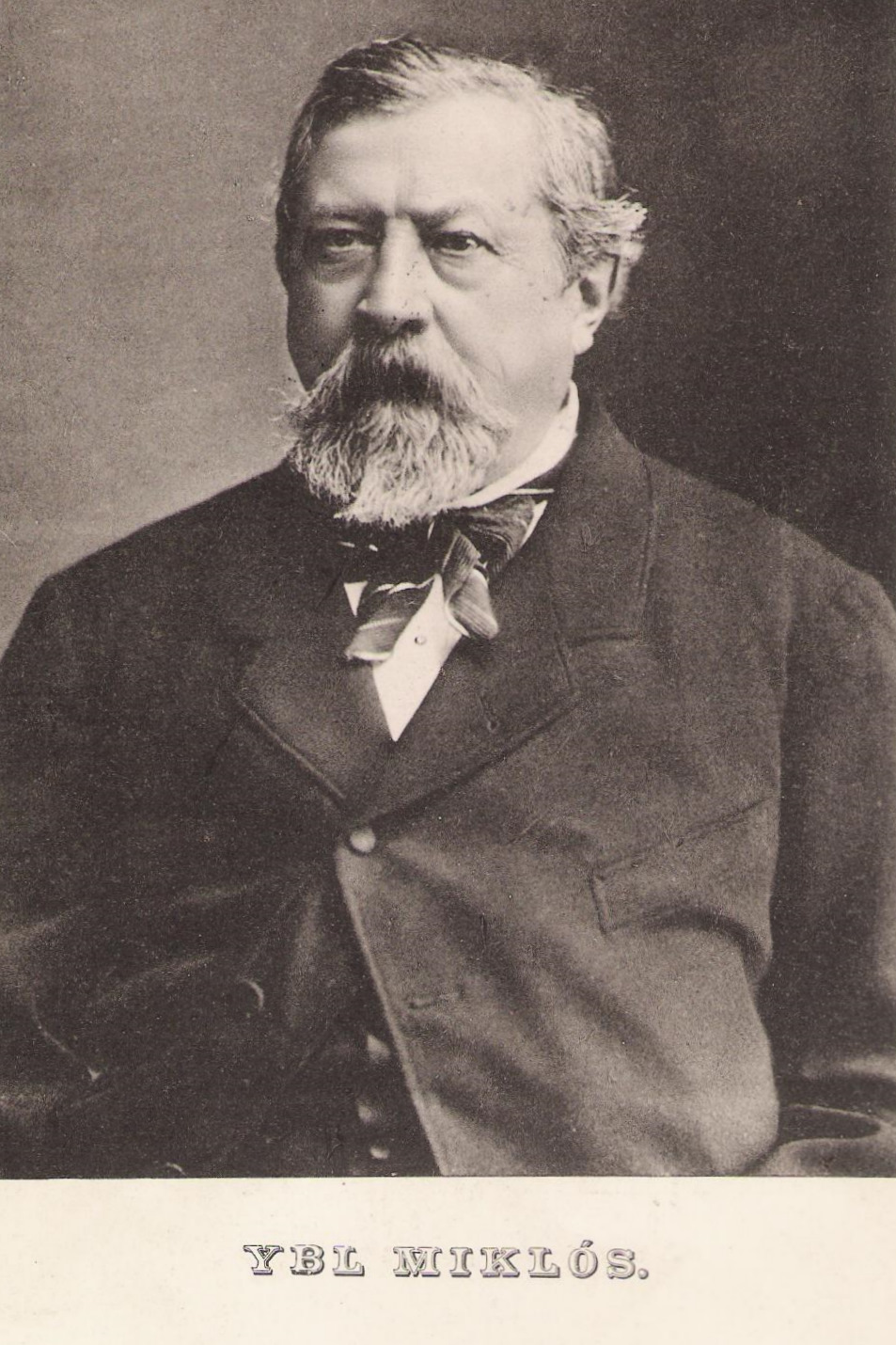
Miklós Ybl

Miklós Ybl (Székesfehérvár, 6 april 1814 – Boedapest, 22 januari 1891) was een van Europa's meest vooraanstaande architecten in de tweede helft van de negentiende eeuw en de meest invloedrijke architect van Hongarije tijdens zijn loopbaan. Zijn bekendste ontwerp is de Hongaarse Opera (1875-1884) in Boedapest.
Nadat hij was afgestudeerd van het Polytechnisch Instituut in Wenen, werd Ybl in 1832 de assistent van Mihály Pollack en werkte hij van 1836 tot 1840 op het bureau van Henrik Koch. Hierna verhuisde hij naar München en vervolgens naar Italië om daar te gaan studeren. Na zijn terugkeer in Hongarije ging hij samenwerken met Pollack's zoon Ágoston. Samen restaureerden ze Kasteel Ikervár, het kasteel van graaf Lajos Batthyány. Zijn eerste eigen werk was de kerk van Fót (1845-1855).
Zijn vroege projecten werden ontworpen in een romantische stijl met romaanse elementen. Na zijn tweede studiereis in Italië in 1860 legde hij zich toe op een heropleving van de Italiaanse renaissance, en ontwierp verschillende gebouwen in neorenaissancestijl. Vele gebouwen die hij ontworpen heeft zijn nog steeds kenmerkende landschapselementen van het Boedapestse stadsbeeld, zoals de Sint-Stefanusbasiliek (1867-1891), het Rácbad en de troonzaal en de Krisztinaváros-vleugel van de Koninklijke Burcht van Boeda. Daarnaast bouwde hij ook talloze kerken, appartementsgebouwen en kastelen ten lande.
- Bibsys: 90875020
- Bibliothèque nationale de France: cb162277382 (data)
- Gemeinsame Normdatei: 119142317
- International Standard Name Identifier: 0000 0000 6678 1197
- Library of Congress Control Number: nr94015213
- Nationale Bibliotheek van Tsjechië: jo20221141562
- Système universitaire de documentation: 25286123X
- Union List of Artist Names: 500102415
- Virtual International Authority File: 303148995913159751329